# Grundsjön (Högsjö socken, Ångermanland)
Grundsjön är en sjö i Härnösands kommun i Ångermanland och ingår i Ångermanälven-Gådeåns kustområde. Sjön är 11 meter djup, har en yta på 0,0922 kvadratkilometer och är belägen 194,5 meter över havet.

## Delavrinningsområde
Grundsjön ingår i det delavrinningsområde (696950-159397) som SMHI kallar för Utloppet av Grundsjön. Medelhöjden är 242 meter över havet och ytan är 2,3 kvadratkilometer. Det finns inga avrinningsområden uppströms utan avrinningsområdet är högsta punkten. Vattendraget som avvattnar avrinningsområdet har biflödesordning 2, vilket innebär att vattnet flödar genom totalt 2 vattendrag innan det når havet efter 24 kilometer. Avrinningsområdet består mestadels av skog (82 procent). Avrinningsområdet har 0,09 kvadratkilometer vattenytor vilket ger det en sjöprocent på 3,9 procent.